# Волфганг фон Шварценберг
Волфганг фон Шварценберг (на немски: Wolfgang von Schwarzenberg; † 22 януари 1543, Ваймерсхайм) е фрайхер на Шварценберг.

## Произход
Той е син на фрайхер Михаел II фон Шварценберг († 1489), господар на Хурблах, и съпругата му графиня Агнес фон Кастел († 1502/1504), дъщеря на граф Фридрих IV фон Кастел († 1498) и Елизабет фон Райтценщайн († 1498/1502). Брат е на фрайхер Фридрих фон Шварценберг († 20 януари 1545). Внук е на фрайхер Михаел I фон Зайнсхайм-Шварценберг († 1469) и втората му съпруга Урсула Грюнер († 1484). Правнук е на фрайхер Еркингер I фон Шварценберг (1362 – 1437), издигнат на фрайхер на 10 август 1429, който купува дворец Шварценберг близо до Шайнфелд от господарите фон Вестенберг и се нарича „господар фон Шварценберг“.
Правнукът му Фридрих фон Шварценберг-Хоенлансберг (* 1582; † 27 ноември 1640) е издигнат на граф на Шварценберг на 6 юни 1636 г., син на внукът му Георг Волфганг фон Шварценберг-Хоенлансберг (1549 – 1633), син на синът му Йохан Онуфриус (1513 – 1584).

## Фамилия
Волфганг фон Шварценберг се жени на 11 ноември 1514 г. за Осана фон Гутенберг († 26 юни 1541, Ваймерсхайм), дъщеря на Апел II фон Гутенберг и Осана фон дер Тан. Те имат децата:
- Амалия
- Йохан Онуфриус (* 1513; † 27 март 1584, Беетгум, Фризия), фрайхер, женен 1545 г. за Мария фон Грумбах († 14 август 1564, Франекер), наследничка на Терхорне, дъщеря на Фредерик ван Громбах, Дрост ван Харлинген († 1541) и Лутс Хеселс ван Мартен († 1561); имат три сина
- Георг (* 18 юни 1532; † 22 август 1557), домхер на Вюрцбург и Регенсбург
- Балтазар (* сл. 1533, умира млад)
- Михаел (* сл. 1534, умира млад)
- Хилариус (* сл. 1535, умира млад)
- Ахац (* сл. 1536; † 1567), каноник в Ст. Буркард, Вюрцбург
- Сибила (* сл. 1537; † 1569), омъжена I. за Георг фон Фронхофен († 21 март 1548, Вюрцбург), II. за Йохан фон Бернхайм († 1574)
- Маргарета (* сл. 1539; † 1560)